# Jan Hanowski
Jan Hanowski (ur. 1 lutego 1873, zm. 10 lipca 1968) – kapłan warmiński, wikariusz kapitulny, kanonik honorowy kapituły warmińskiej, prałat.

## Życiorys

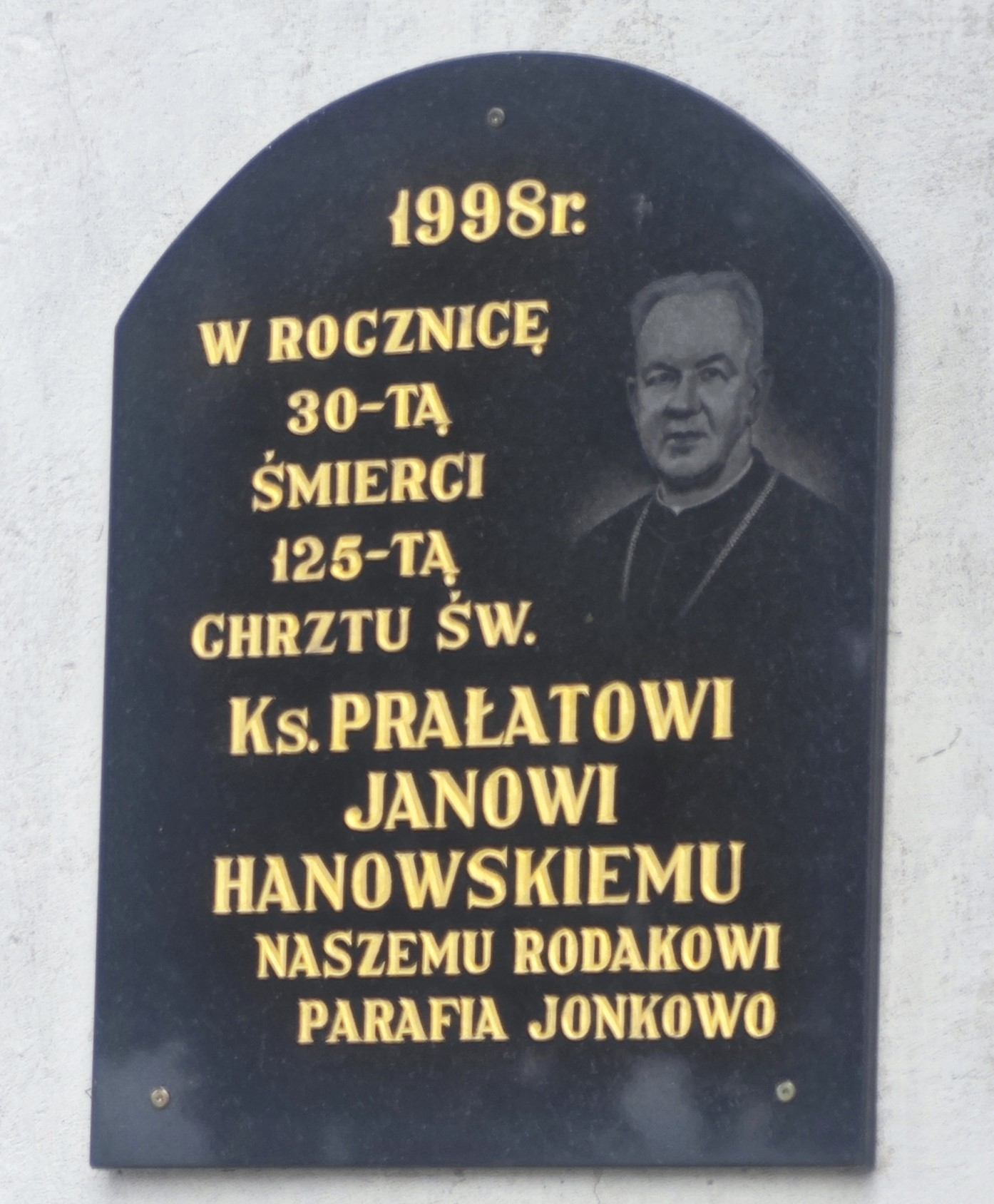
Tablica na kościele w Jonkowie

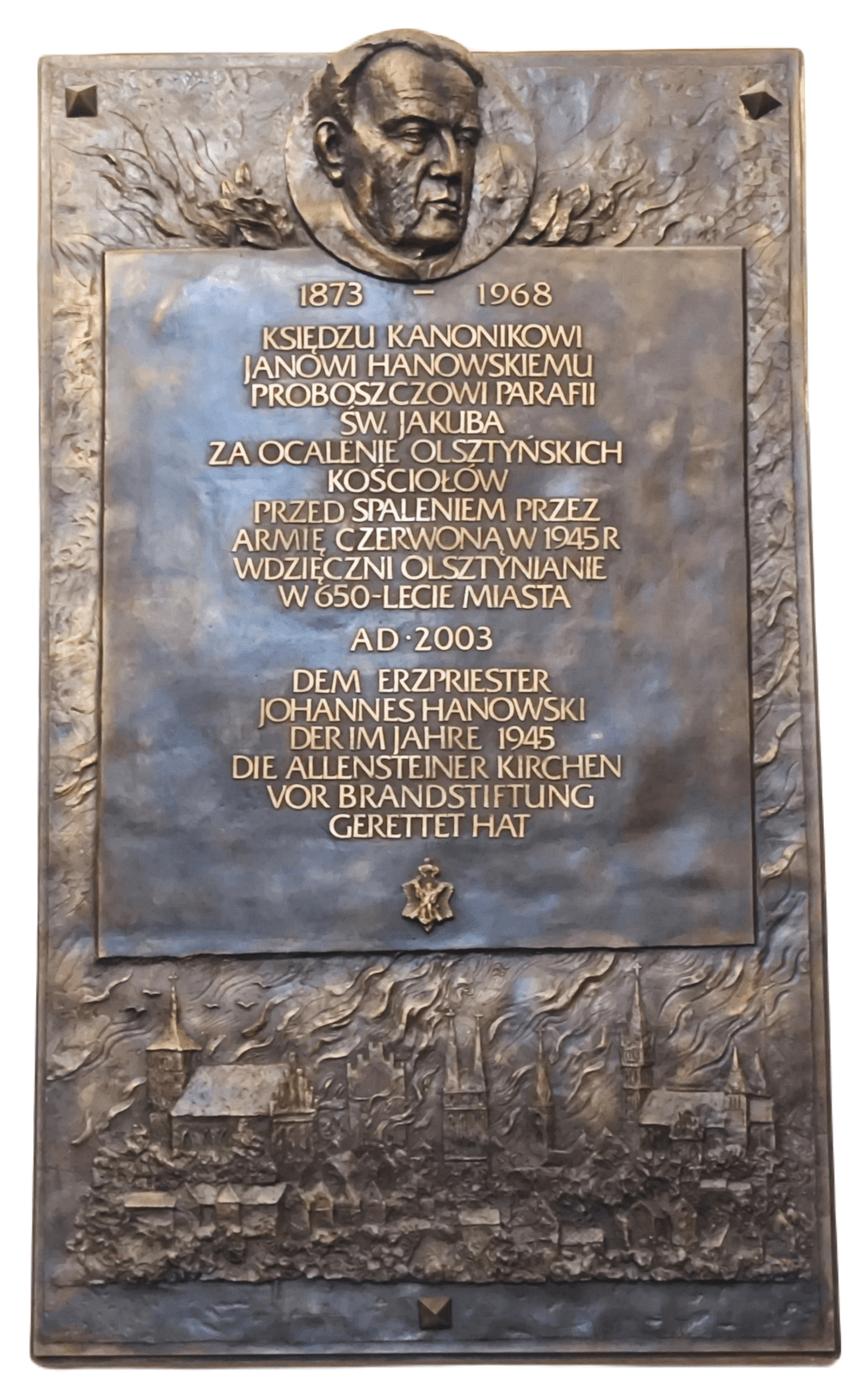
Tablica pamiątkowa w Bazylika konkatedralna św. Jakuba w Olsztynie

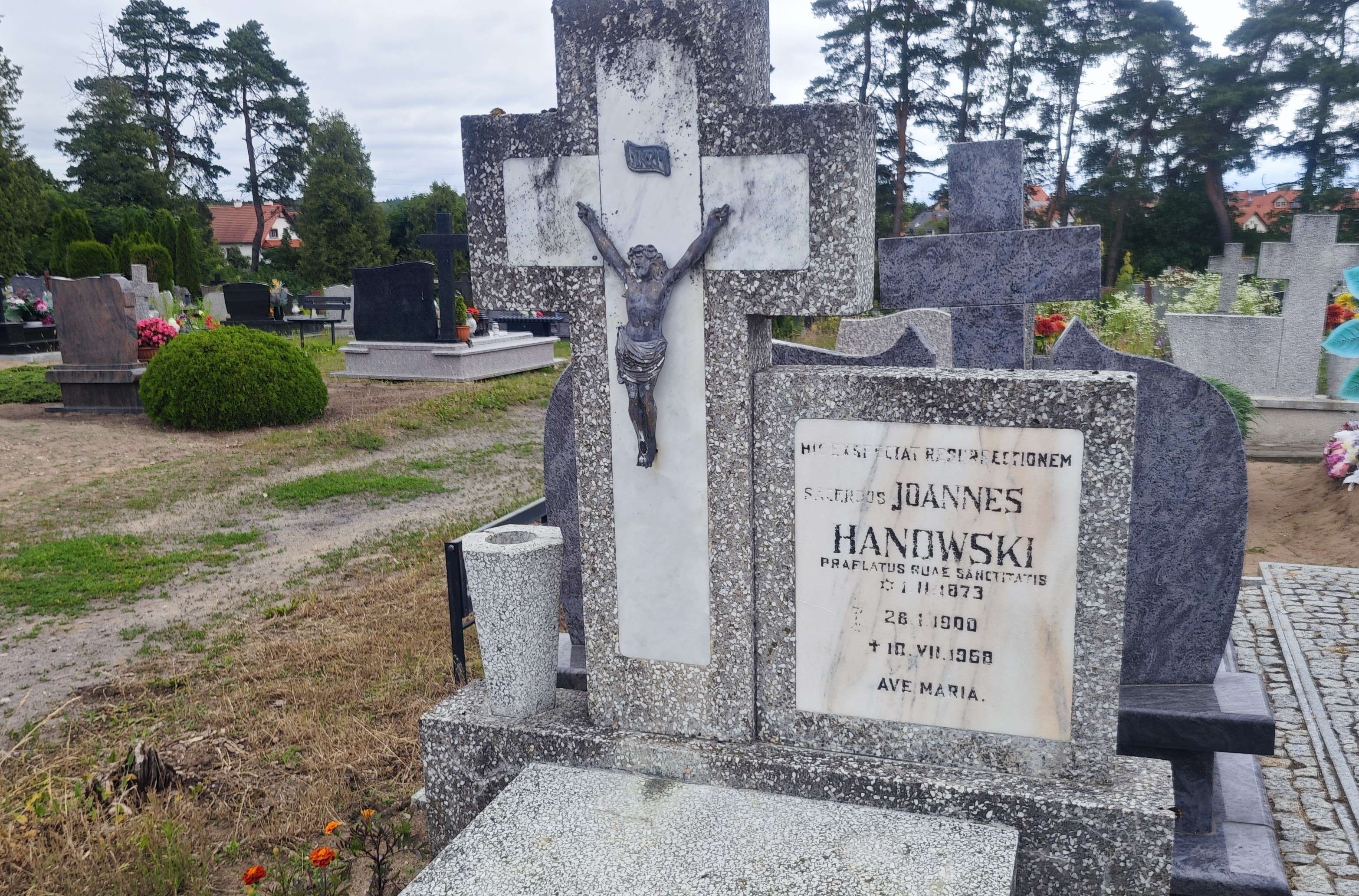
Grób na cmentarzu w Jonkowie

Urodził się w 1873 roku w Mątkach k. Olsztyna, w parafii Jonkowo. Pochodził z rodziny warmińskiej. Był synem rolnika Jana i Elżbiety z d. Bludau (najstarszy z sześciorga dzieci). Na wielkanoc 1896 ukończył gimnazjum w Braniewie wraz maturą, a następnie studiował w Wyższym Seminarium Duchownym w Braniewie.
W dniu 28 stycznia 1900 r. przyjął święcenia kapłańskie z rąk biskupa warmińskiego Andreasa Thiela. Jako wikariusz duszpasterzował w Postolinie (1900–1901) i Barczewie (1901–1907), pierwsze probostwo objął w Straszewie w powiecie sztumskim (1907–1913). W latach 1913–1924 był proboszczem w Gietrzwałdzie (1913–1924), w ciągu tych 11 lat rozbudował sanktuarium gietrzwałdzkie.
W czerwcu 1924 r. został mianowany przez ks. biskupa Augustyna Bludau proboszczem parafii św. Jakuba w Olsztynie. W każdą niedzielę i święto wprowadził mszę św. z polskim kazaniem. Hrabiemu Brühlowi, landratowi olsztyńskiemu, który zamierzał nakłonić proboszcza do zaprzestania odprawiania polskich nabożeństw odpowiedział „Dopóki w mojej parafii mieszkają Polacy, będziemy dla nich odprawiać polskie nabożeństwa. Za dusze ja jestem odpowiedzialny, a nie pan landrat !” Z sympatią odnosił się do ruchu polskiego na Warmii i utrzymywał stałe kontakty z Andrzejem Samulowskim, księdzem Wacławem Osińskim – prezesem IV Dzielnicy Związku Polaków w Niemczech i Sewerynem Pieniężnym – wydawcą „Gazety Olsztyńskiej”.
W lutym 1939 roku został mianowany kanonikiem honorowym kapituły warmińskiej we Fromborku. W okresie wojny ratował warmińskich duchownych przed hitlerowskimi prześladowaniami, przeżył koszmar roku 1945, ratował mienie kościelne i cywilne. Już 21 stycznia 1945 r. zdołał wyjednać zaświadczenie od rosyjskiego wojennego komendanta Olsztyna, by nie palić kościołów. W dniu 1 kwietnia 1945 r. ks. Hanowski odprawił w kościele św. Jakuba w Olsztynie pierwszą rezurekcję polską. Osobiście zabiegał o powołanie księży na wakujące probostwa (zobacz Unieszewo). 28 lipca 1945 r. we Fromborku został wybrany wikariuszem kapitulnym i do czasu objęcia rządów przez ks. doktora Teodora Benscha kierował zrujnowaną i wyludnioną diecezją warmińską.
W czerwcu 1948 r., kiedy skończył 75 lat, przestał oficjalnie pełnić obowiązki dziekana i proboszcza parafii św. Jakuba. Jednakże nadal pełnił obowiązki duszpasterskie. W 1951 r. otrzymał godność prałata. Zmarł 10 lipca 1968 roku w Olsztynie, w 68 roku kapłaństwa i w 96 roku życia. Został pogrzebany w rodzinnym Jonkowie na cmentarzu parafialnym, między swoimi.